# Casa de Borbón-Parma
La Casa de Borbón-Parma (en italiano: Casa di Borbone di Parma) es una de las ramas italianas de la Casa de Borbón española, descendiente de la dinastía de los Capetos por línea paterna. Desde 1919 es la casa gobernante del Gran Ducado de Luxemburgo. Desde 1748 hasta 1859 fue la casa gobernante del ducado italiano unificado de Parma, Plasencia y Guastalla, territorios situados en la margen derecha del río Po a partir del Piamonte. 
En 1996 Carlos Hugo de Borbón-Parma restauró las antiguas Órdenes del Ducado de Parma, las cuales gozan del reconocimiento formal de la República de Italia.

## Orígenes

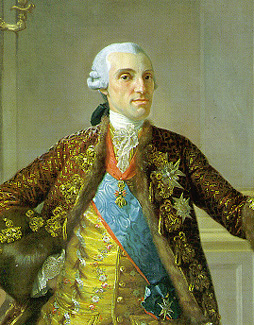
Felipe I, fundador de la Casa de Borbón-Parma

Una vez muerto sin descendencia directa Antonio Farnesio, último de los Duques de Parma de esta dinastía, Isabel de Farnesio, segunda esposa de Felipe V de España, trata de ejercer su mejor derecho sucesorio para sus hijos como sobrina del duque. La política española del reinado de Felipe V tiene uno de sus principales objetivos en la recuperación de los territorios italianos perdidos tras la guerra de sucesión española y el tratado de Utrecht a manos de Austria.
Se consigue la designación de Carlos (más tarde Carlos III de España), hijo de Felipe V e Isabel de Farnesio, como duque de Parma en 1731. A consecuencia de la guerra de sucesión polaca, Carlos consigue de parte austríaca el reino de Nápoles en 1735. La contraprestación es la entrega del ducado a Austria en 1735.
El dominio austríaco sobre el ducado sólo dura hasta 1748, con el Tratado de Aquisgrán, que lo reintegra en manos de los Borbones españoles, a partir de este momento Casa de Borbón-Parma.
Felipe, duque de Parma, hijo de Felipe V e Isabel de Farnesio, asume los ducados de Parma, Piacenza y Guastalla como reinante de estos en 1748. De este modo Isabel de Farnesio ve colmadas sus aspiraciones al ubicar en tronos italianos a sus dos hijos; no obstante, sus aspiraciones se verán superadas al acceder al trono de España su hijo Carlos después de la muerte de su medio hermano Fernando VI en 1759.

## Jefes de la Casa de Borbón-Parma

Armas Reales Grandes de la Casa Ducal de Parma

### Duques de Parma
- Carlos I de Parma (1731-1735)
- Felipe I de Parma (1748-1765)
- Fernando I de Parma (1765-1802)

### Reyes de Etruria
- Luis I de Etruria (1801-1803)
- Luis II de Etruria (1803-1807)

### Duques de Lucca
- María Luisa de Lucca (1815-1824)
- Carlos Luis de Lucca (1824-1847)

### Duques de Parma
- Carlos II de Parma (1847-1849)
- Carlos III de Parma (1849-1854)
- Roberto I de Parma (1854-1859)

### Duques titulares de Parma
- Roberto de Borbón-Parma y Borbón, Roberto I  (1859-1907)
- Enrique de Borbón-Parma y Borbón-Dos Sicilias, Enrique I (1907-1939)
- José de Borbón-Parma y Borbón-Dos Sicilias, José I (1939-1950)
- Elías de Borbón-Parma y Borbón-Dos Sicilias, Elías I (1950-1959)
- Roberto de Borbón-Parma y Austria-Teschen, Roberto II (1959-1974)
- Javier de Borbón-Parma y Braganza, Javier I (1974-1977)
- Carlos Hugo de Borbón-Parma y Borbón-Busset, Carlos IV (1977-2010)
- Carlos Javier de Borbón-Parma y Orange-Nassau, Carlos V (2010)

## Pretendientes carlistas al trono de España

Escudo empleado por los pretendientes al trono de España de la Casa de Borbón-Parma. Como herederos de los carlistas, que a su vez eran herederos de los legitimistas franceses, el escusón con las flores de lis aparece sin la bordura de Borbón-Parma

El 29 de septiembre de 1936, Alfonso Carlos de Borbón y Austria-Este (Alfonso Carlos I de España para los carlistas) fallece en Viena sin sucesión. Ese mismo año de 1936 un Decreto de Alfonso Carlos nombraba a Francisco Javier de Borbón-Parma y Braganza príncipe regente, hasta ver solucionado el problema dinástico. En 1952, ante la persistencia del problema, decidió aceptar el mandato reiterado del carlismo y asumió los deberes de titular legítimo de la Corona Española.
- Javier de Borbón-Parma y Braganza, Javier I (1952-1975).
- Carlos Hugo de Borbón-Parma y Borbón-Busset, Carlos Hugo I (1975-2010).
- Carlos Javier de Borbón-Parma y Orange-Nassau, Carlos Javier I (2010).

### Regentes del carlismo
- Javier de Borbón-Parma y Braganza (1936-1952).

Ante la deriva ideológica a la que Carlos Hugo estaba sometiendo al Carlismo,[cita requerida] en 1977, su hermano toma el control de la parte más reaccionaria del tradicionalismo[cita requerida] bajo el nombre de "regente de la Comunión Tradicionalista y abanderado de la Tradición".
- Sixto Enrique de Borbón-Parma y Borbón-Busset (1977).

## Casa de Borbón-Parma reinante en Luxemburgo

Armas personales del gran duque de Luxemburgo.

Félix de Borbón-Parma y Braganza, décimo octavo hijo del duque Roberto I, se casó con Carlota de Nassau-Weilburg y Braganza, gran duquesa de Luxemburgo, consolidando así la dinastía Borbón-Parma en dicho país. No obstante los descendientes de este actualmente utilizan el apellido de Nassau-Weilburg y Borbón-Parma y, aunque renunciaron al título de príncipes de Parma, sí mantienen el tratamiento de alteza real y utilizan las armas de la Casa en sus escudos particulares.
- Juan de Luxemburgo, gran duque de Luxemburgo (1964-2000)
- Enrique de Luxemburgo, gran duque de Luxemburgo (desde 2000)

## Línea de sucesión
Actual titular de la Jefatura: Carlos Javier de Borbón-Parma y Orange-Nassau, duque de Parma (n. 1970)
Roberto I de Parma (1848-1907)
- Enrique I (1873-1939)
- José I (1875-1950)
- Elías I de Parma (1880-1959)
  - Roberto II de Parma (1909-1974)
- Javier I (1889-1977)
  - Carlos IV (1930-2010)
    - Carlos V (1970)
      - (1). Carlos Enrique de Borbón-Parma\Carlos de Borbón-Parma, Príncipe de Piacenza (2016)

    - (2). Jaime de Borbón-Parma, conde de Bardi (1972)

  - (3). Sixto Enrique de Borbón-Parma (1940)
- Félix de Borbón-Parma (1893-1970), m. Carlota de Luxemburgo
  - Juan, gran duque de Luxemburgo (1921-2019)
    - (4). Enrique, gran duque de Luxemburgo (1955)
      - (5). Guillermo Nassau-Weilburg y Borbón-Parma, gran duque heredero de Luxemburgo (1981)
      - (5,5). Carlos Juan de Luxemburgo (2020)
      - (6). Félix de Nassau-Weilburg y Borbón-Parma (1984)
        - (7). Liam de Nassau-Weilburg y Borbón-Parma (2016)

      - (8). Luis de Nassau-Weilburg y Borbón-Parma (1986)
        - (9). Gabriel de Nassau-Weilburg y Borbón-Parma (2006)
        - (10). Noah de Nassau-Weilburg y Borbón-Parma (2007)

      - (11). Sebastián de Nassau-Weilburg y Borbón-Parma (1992)

    - (12). Juan de Nassau-Weilburg y Borbón-Parma (1957)
      - (13). Constantine de Nassau-Weilburg y Borbón-Parma (1988)
      - (14). Wenceslaus de Nassau-Weilburg y Borbón-Parma (1990)
      - (15). Charles-John de Nassau-Weilburg y Borbón-Parma (1992)

    - (16). William de Nassau-Weilburg y Borbón-Parma (1963)
      - (17). Paul-Louis de Nassau-Weilburg y Borbón-Parma (1998)
      - (18). Leopold de Nassau-Weilburg y Borbón-Parma (2000)
      - (19). John de Nassau-Weilburg y Borbón-Parma (2004)

  - Carlos de Nassau-Weilburg y Borbón-Parma (1927-1977)
    - (20). Roberto de Nassau-Weilburg y Borbón-Parma (1968)
      - (21). Alejandro de Nassau-Weilburg y Borbón-Parma (1997)
      - (22). Federico de Nassau-Weilburg y Borbón-Parma (2002)
- Renato de Borbón-Parma (1894-1962)
  - Jacques de Borbón-Parma (1922-1964)
    - (23). Felipe de Borbón-Parma (1949)
    - (24). Alan de Borbón-Parma (1955)

  - Miguel de Borbón-Parma (1926-2018)
    - (25). Eric de Borbón-Parma (1953)
      - (26). Miguel de Borbón-Parma (1989)
      - (27). Enrique de Borbón-Parma (1991)

    - (28). Carlos de Borbón-Parma (1961)
      - (29). Amaury de Borbón-Parma (1991)
- Luis de Borbón-Parma (1899-1967)
  - (30). Rémy de Borbón-Parma (1942)
  - (31). Juan de Borbón-Parma (1961)

## Nota sobre la titularidad dinástica del Reino de Navarra
Cuando Enrique III de Navarra heredó el trono de Francia (Enrique IV), los derechos sucesorios de ambos ambos reinos quedaron en una misma persona hasta Enrique IV (Enrique V de Francia), conocido en el exilio bajo el título de conde de Chambord, que murió sin descendencia. A diferencia que en Francia, las leyes sucesorias del Reino de Navarra, hicieron que los derechos al trono recayeran sobre el hijo de su hermana, el duque Roberto I de Parma:
- Roberto de Borbón-Parma y Borbón, (1883-1907)
- Enrique de Borbón-Parma y Borbón-Dos Sicilias, (1907-1939)
- José de Borbón-Parma y Borbón-Dos Sicilias, (1939-1950)
- Elías de Borbón-Parma y Borbón-Dos Sicilias, (1950-1959)
- Roberto de Borbón-Parma y Austria-Teschen, (1959-1974)
- Isabel de Borbón-Parma y Austria-Teschen (1974-1983)
- María Francisca de Borbón-Parma y Austria-Teschen (1983-1994)
- Alicia de Borbón-Parma y Austria-Teschen, (1994-2017)

Sin embargo jamás se hizo ninguna reclamación ni ningún gesto que pudiera dar lugar a una pretensión de ningún tipo, no pasando pues de una cuestión genalógica.

## Genealogía

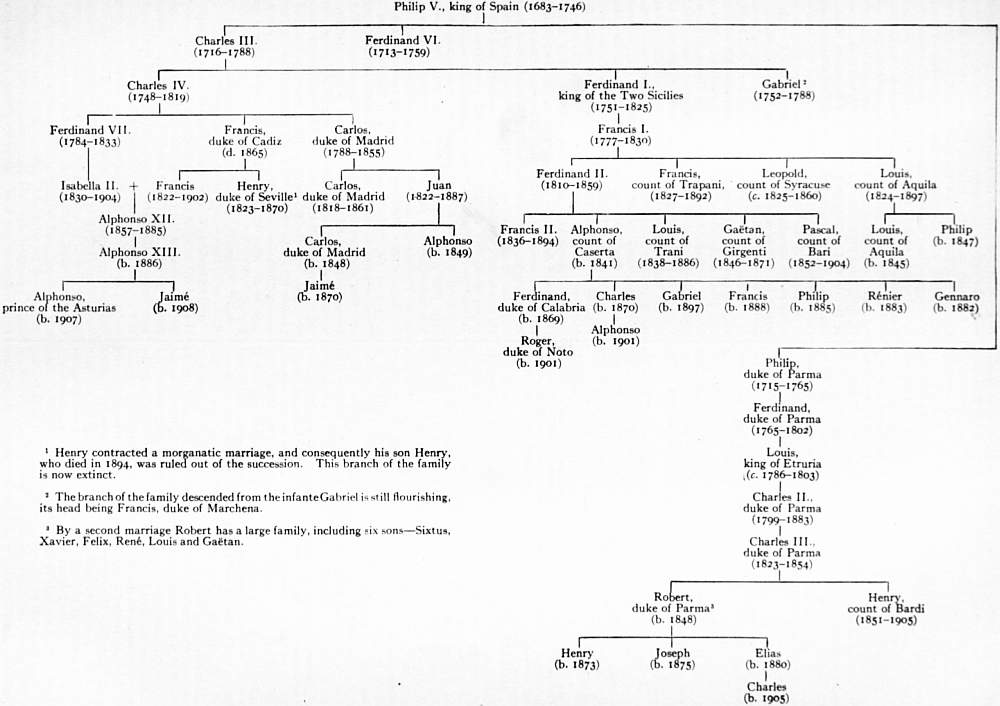

- Datos: Q895187
- Multimedia: House of Bourbon-Parma / Q895187